# Processi degli Scipioni
I processi degli Scipioni furono due importanti casi politico-giudiziari avvenuti alla fine del II secolo a.C. nella Roma repubblicana, che coinvolsero i fratelli Lucio e Publio Scipione, il vincitore di Zama.
I processi rappresentarono uno scontro politico che oppose tra loro due ali della classe aristocratica romana. Quella capeggiata da Catone, ma che ebbe, in questo caso, anche l'appoggio di elementi democratici, formata dai grandi latifondisti interessati allo sfruttamento in larga scala del lavoro schiavile, all'ampliamento dei mercati, al grande commercio, contro quella rappresentata dagli Scipioni, formata dai proprietari terrieri legati all'economia tradizionale italica e ai rapporti clientelari, poco interessata alla politica delle conquiste e della trasformazione in province degli Stati sottomessi.
Per questo motivo Catone - che decenni dopo vorrà a tutti i costi la completa distruzione di Cartagine - si dimostrò sempre ostile agli Scipioni e ai Flaminini, che avevano vinto ma concluso con Annibale, con Filippo V e con Antioco III tre trattati di pace relativamente miti. Non solo: mentre Publio Scipione sembrò incarnare uno spirito nuovo, aperto alla cultura politica ellenistica, fondata sul principato, Catone fu un conservatore intransigente, nemico della civiltà greca e deciso difensore dei princìpi tradizionali della Repubblica, e vide in Scipione un pericolo per le stesse istituzioni di Roma.

## Gli antefatti
Nel 192 a.C. Antioco III, alleato con gli Etoli, aveva iniziato una nuova guerra contro Roma. A condurre le operazioni militari il Senato inviò in Grecia, dove già era Tito Quinzio Flaminino, il console plebeo Manio Acilio Glabrione, protetto di Scipione l'Africano, coadiuvato dai patrizi Lucio Valerio Flacco e Marco Porcio Catone in qualità di legati consolari, o tribuni militari, oltre che da Lucio Cornelio, il fratello dell'Africano.
Catone si attribuì il merito della vittoria alle Termopili, che a suo dire avrebbe di fatto posto fine alla campagna militare, e si affrettò a tornare a Roma, annunciando per primo la vittoria. In realtà, la guerra continuava, e dopo il ritorno in Italia di Glabrione, cui fu concesso il trionfo, nel 190 vennero eletti altri due consoli patrocinati dall'Africano, il fratello Lucio Cornelio e l'amico Gaio Lelio. L'inesperienza delle cose militari di Lelio e la scarsa considerazione sempre goduta da Lucio Cornelio, rese necessario affidare all'Africano, in teoria soltanto legato del fratello, l'effettiva direzione delle operazioni nella prossima campagna di Grecia, lasciando a Lucio Cornelio il comando nominale.
Sconfitto nella battaglia navale di Myonesos, Antioco III inviò l'ambasciatore Eraclide dai due Scipioni con proposte di pace, offrendo ai Romani ingrandimenti territoriali e il risarcimento di metà delle spese di guerra sostenute. Segretamente, a Publio fu anche promessa la liberazione senza riscatto del figlio Lucio, da due anni prigioniero di Antioco, e la compartecipazione ai proventi del regno di Antioco. Quest'ultima offerta fu senz'altro rifiutata. Ringraziando della liberazione del figlio, Scipione replicò che Antioco avrebbe dovuto abbandonare tutta la Grecia e i territori anatolici "aldiquà" della catena del Tauro, e risarcire interamente le spese di guerra.
Antioco preferì riprendere le ostilità, ma gravemente sconfitto a Magnesia nel 189, dovette accettare le condizioni di Scipione. Le spese di guerra venivano quantificate in 15.000 talenti euboici. Di questi, 500 da pagare subito, 2.500 alla sottoscrizione della pace e 12.000 da pagare in rate annue di mille talenti per dodici anni. Nel 188 i due fratelli tornarono a Roma, dove Lucio Cornelio poté celebrare il trionfo, fregiarsi del titolo di Asiaticus ed esporre sul Campidoglio una statua che lo raffigurava in costume greco.
L'anno precedente si erano tenuti a Roma i comizi per la carica di censore, uno dei candidati era stato l'Acilio Glabrione vincitore delle Termopili e amico degli Scipioni. In quell'occasione egli fu accusato dai tribuni Publio Sempronio Gracco e Gaio Sempronio Rutilo di essersi appropriato di una parte del bottino di guerra, dal momento che, nel trionfo che egli aveva pubblicamente celebrato, non si erano visti, tra « i molti vasi d'argento » esibiti, certi vasi d'oro e d'argento presi nell'accampamento di Antioco, come aveva testimoniato Marco Catone, vestito della toga bianca di candidato alla censura, né queste ricchezze erano state versate all'erario.
I tribuni avevano irrogato a Glabrione una multa di 100.000 assi. Nel processo Catone avrebbe sostenuto l'accusa di peculato pronunciando quattro orazioni, ma quando Glabrione dichiarò di rinunciare alla candidatura, i tribuni, soddisfatti del risultato ottenuto, ritirarono l'accusa. Esclusi i candidati di Scipione, nemmeno Catone e l'amico Lucio Valerio Flacco furono però eletti alla censura, che andò a Tito Quinzio Flaminino e a Marco Claudio Marcello, l'omonimo figlio del famoso generale.

## I processi degli Scipioni

### Il processo di Lucio Scipione
Lucio Scipione aveva utilizzato i 500 talenti ricevuti in anticipo da Antioco per pagare i soldati, ai quali era stato concesso doppio salario per i due anni della campagna militare. Tornato a Roma, egli non aveva però depositato all'erario il registro delle spese e nel 187 Catone fece chiedere in Senato da due tribuni, Quinto Petilio Spurino e un altro Quinto Petilio, di rendere conto di quei 500 talenti.
Non si sa cosa rispondesse Lucio Cornelio. La risposta del fratello Publio fu che, pur possedendo il registro delle spese, egli non era obbligato a renderne conto. Tale risposta presuppone che egli considerasse, o volesse far apparire quei 500 talenti come una preda di guerra, per la quale effettivamente non ci sarebbe stato alcun obbligo di rendere conto, e non come parte dei contributi dovuti da Antioco a seguito del trattato di pace e come tale spettante all'erario statale.
Esisteva del resto un precedente di un caso analogo. Nel 197 Flaminino aveva ottenuto da Filippo V 200 talenti in cambio di una tregua della guerra, con l'impegno però di restituirli nel caso che non si fosse addivenuti alla pace. D'altra parte, il trattato di pace formalmente stipulato da Antioco con Gneo Manlio Vulsone nel 188 confermava, tra l'altro, le condizioni precedentemente previste dagli Scipioni, con il versamento di 12.000 talenti in dodici anni, mentre 2.500 era già stati consegnati a Manlio, e i 500 talenti dati agli Scipioni non venivano citati.
Reiterando i tribuni la richiesta di giustificare le spese di guerra, Publio Scipione portò in Senato il registro, nel quale, disse, «erano annotati tutti i denari e tutte le prede fatte». Ma si rifiutò di depositarlo e lo strappò minutamente dinanzi a tutti i senatori, «indignato che si osasse domandare ragione del denaro a colui al quale si doveva la salvezza dello Stato romano», anzi la sua signoria sull'Asia, sulla Libia e sulla Spagna. A quel gesto e a quelle parole del princeps senatus i tribuni non insistettero.
Catone e i tribuni avevano potuto dimostrare che gli Scipioni non intendevano giustificare quei passaggi di denaro e che perciò essi potevano avere qualcosa di illecito da nascondere. Non era però il Senato, dominato da partigiani dei Corneli, il luogo nel quale ottenere la loro condanna, e perciò portarono la questione ai comizi popolari. Qui il tribuno Gaio Minucio Augurino accusò Lucio Cornelio di non aver reso conto del denaro di Antioco, proponendo di condannarlo a una multa ed esigendo l'immediato versamento di una cauzione. Al rifiuto dell'Asiatico, il tribuno chiese il suo arresto.
Intervenne allora Publio Scipione, che chiese che il collegio dei tribuni si pronunciasse contro il violento procedere dell'Augurino. Dei dieci tribuni, otto giudicarono corretto il comportamento del loro collega, ma il nono, Tiberio Sempronio Gracco, che anni dopo sposerà la figlia di Publio, Cornelia, e sarà il padre dei due famosi tribuni, si oppose all'arresto, «essendo contrario alla dignità dello Stato che un generale romano sia condotto nello stesso luogo ove egli fece rinchiudere i capi nemici». L'intervento di Tiberio Gracco fu sufficiente a evitare l'arresto dell'Asiatico.
Niente di certo è possibile sapere del seguito del processo, essendo un noto falsificatore, l'annalista Valerio Anziate, la fonte privilegiata dalla quale dipendono tutti gli altri storici che hanno trattato di questo processo. Inventore di fatti mai avvenuti e di discorsi mai pronunciati, egli afferma alla fine che l'Asiatico fu condannato a risarcire l'erario, ma si può anche credere che il processo si sia diversamente concluso, come pure che, a seguito dell'iniziativa di Tiberio Gracco, l'accusa sia stata ritirata. Avveniva spesso che questi processi politici si arrestassero a metà: «bastava agli accusatori di mettere alla berlina il loro avversario» e «l'intervento di Gracco fu forse un buon pretesto per lasciar cadere tutto», restando inteso che la colpevolezza degli Scipioni era comunque provata e che si era dimostrato come la loro preminenza nella società romana fosse « ingiusta ed insoffribile».

### Il processo di Publio Scipione
L'anno dopo, nel 186, per recuperare la propria popolarità, l'Asiatico finanziò dieci giorni di giochi a favore della popolazione romana. Nel 184 vennero indette le nuove elezioni censorie, alle quali era data per certa la candidatura dell'Asiatico, che con quella carica avrebbe potuto coronare la sua carriera politica. Catone e i suoi amici intendevano, come sempre, escludere dalla censura gli Scipioni e i loro fedeli, e dopo aver attaccato l'Asiatico era naturale rivolgersi direttamente contro l'Africano.
Pochi mesi prima delle elezioni il tribuno Marco Nevio accusò Publio Scipione di tradimento e di concussione per aver garantito condizioni di pace favorevoli ad Antioco, «quasi che egli fosse stato allora l'arbitro della pace e della guerra», in cambio di denaro e della liberazione del figlio, prigioniero di Antioco, che infatti gli era stato restituito senza alcun riscatto. Davanti ai comizi, Scipione non entrò nemmeno nel merito delle accuse e, limitandosi a ricordare che il valore della sua persona e la gloria delle proprie imprese testimoniavano l'assurdità delle accuse, lasciò subito l'assemblea.
Scipione non si presentò più al processo e lasciò Roma per ritirarsi nella sua villa di Literno. I suoi accusatori avevano comunque raggiunto il risultato che si erano proposti, l'abbandono di Scipione della scena politica, e non diedero seguito al processo. Nei comizi censori tenuti pochi mesi dopo, i cugini Publio Cornelio Scipione Nasica e Lucio Scipione non vennero eletti, mentre trionfarono Catone e Flacco. La vendetta di Catone poteva realizzarsi: Lucio Quinzio Flaminino, il fratello di Tito, fu cacciato dal Senato, Lucio Scipione fu espulso dall'ordine equestre, mentre all'inflessibile censore veniva intitolata la prima basilica romana.
Publio Scipione era morto a Literno nel 183, tanto amareggiato da non voler essere sepolto a Roma e forse da dettare nell'epigrafe il suo estremo atto d'accusa all'ingratitudine dei suoi concittadini con la famosa frase: Patria ingrata, non hai nemmeno le mie ossa.